# 創世紀 (小說)
《創世紀》，是張愛玲的一部中篇小說，發表在1945年3月。這部作品以李鴻章的幼女李菊耦的妹妹紫薇為原型。創世紀是一部未完成的作品。